# Ranunculus pseudolobatus
Ranunculus pseudolobatus är en ranunkelväxtart som beskrevs av L. Liou. Ranunculus pseudolobatus ingår i släktet ranunkler, och familjen ranunkelväxter. Inga underarter finns listade i Catalogue of Life.